# Sindangsari (Banjarsari)
Sindangsari is een bestuurslaag in het regentschap Ciamis van de provincie West-Java, Indonesië. Sindangsari telt 6576 inwoners (volkstelling 2010).